# ID; Peace B
ID; Peace B é o álbum de estreia da cantora sul-coreana BoA, lançado em 25 de agosto de 2000 através da gravadora SM Entertainment. O álbum alcançou a décima posição na parada de álbuns coreana. Dois meses após o lançamento em seu país natal, ID; Peace B foi lançado no Japão, alcançando a 30ª posição na Oricon Chart.  ID; Peace B vendeu 166,452 à época de seu lançamento, tornando-se o 59º álbum mais vendido do ano 2000 na Coreia do Sul.

## Produção e letras
A canção "Sara" possui letras sobre o gato de estimação de BoA, "I'm Sorry" é sobre a tragédia de amar o namorado de sua irmã mais velha, enquanto o single "ID; Peace B" possui letras sobre a diferença de gerações devido ao uso da internet.

## Alinhamento de faixas
| N.º            | Título                             | Compositor(es)           | Produtor(es)                | Duração |  |
| 1.             | "ID; Peace B"                      | Yoo Young-jin            | Yoo Young-jin               | 3:58    |  |
| 2.             | "Come to Me"                       | Kim Hyung-suk            | Kim Hyung-suk               | 3:35    |  |
| 3.             | "Heart-Off" (체념)                 | Kim Jong-sook            | Bang Si-hyuk (Hit Man Bang) | 3:53    |  |
| 4.             | "Sara" (사라)                      | Park Jeong-ran           | Kwang Won-seok              | 3:53    |  |
| 5.             | "I'm Sorry" (비밀일기)             | Shin Youn-ah             | Lee Hyun-jeong              | 4:52    |  |
| 6.             | "No Way" (안돼, 난 안돼)           | Yoo Yoo-jin              | Bang Si-hyuk (Hit Man Bang) | 3:36    |  |
| 7.             | "Every Breath You Take" (차마)     | Kim Nam-hee              | Hong Seok                   | 5:01    |  |
| 8.             | "Whatever"                         | Seo Yoong-keun           | Seo Yoong-keun              | 3:36    |  |
| 9.             | "I'm Your Lady Tonight"            | Yang Jae-sun Cho Eun-hee | Kim Hyung-suk               | 3:09    |  |
| 10.            | "Young Lovers" (어린 연인)         | Kim Jong-sook            | Kim Hyung-suk               | 4:25    |  |
| 11.            | "Letting You Go" (이별준비)        | J.Y. Park                | Kim Hyung-suk               | 4:02    |  |
| 12.            | "Someday Somewhere" (먼 훗날 우리) | Kim Yeo-jin (Jennifer)   | Lee Hyun-jung               | 3:59    |  |
| Duração total: | Duração total:                     | Duração total:           | Duração total:              | 45:19   |  |

## Créditos
Os créditos seguintes foram adaptados do encarte do álbum:
- BoA — vocais principais

| Músicos - Shim Sang-won, Eom Sae-hee, Han Hye-won, Kim Woo-hyun — Violino (Faixa 1) - Jeong Un-ju — Viola (Faixa 1) - Kim So-young — Violoncelo (Faixa 1) - Yoo Young-jin — Vocal de apoio (Faixa 1) - Kim Hyun-a — Vocal de apoio (Faixa 1), Coro (Faixa 8) - Lee Jun-hee, Jung Mi-young — Vocal de apoio (Faixa 1) - Groovie K — Guitarra (Faixa 1) - Ham Chun-ho — Guitarra (Faixas 2, 3, 5, 6, 7, 9, 10, 11 e 12) - Lee Hyun-jung, Shin Yeon-a, Kim Hyo-soo — Vocal de apoio (Faixas 2, 3, 5, 6, 7, 9, 10, 11 e 12) - X-Teen — Rap (Faixas 2, 6, 9 e 10) - Kim Hyung-seok — Teclado (Faixas 3, 5, 6, 7, 9, 10, 11 e 12) - Sam Lee — Guitarra (Faixas 4 e 8) - Lee Tae-yoon — Baixo (Faixa 4) - Kwang Won-seok — Bateria / Programação de teclado (Faixa 4) - Black2Black — Sampling (Faixa 4) - Park Young-ok, Nio, Mussy — Vocal de apoio (Faixa 4) - Big Naz — Rap (Faixa 4) - Seo Yong-Geun — Programação de guitarra (Faixa 8) - Moon Ji-hwan — Chorus (Faixa 8) - Eric Mun — Rap (Faixa 8) | Pessoal - Lee Soo-man — Produtor - Kim Hyung-seok — Produtor (Faixas 2, 3, 5, 6, 7, 9, 10, 11 e 12) - KAT, Yeo Doo-hyun (SM Digital Recording Studio) — Gravação, mixagem (Faixas 2, 3, 5, 6, 7, 9, 10, 11 e 12) - Yoo Young-jin (Booming System) — Gravação, mixagem (Faixa 1) - Yoo Han-jin, Yoo Chang-yong — Assistentes (Faixa 1) - Jay Kim (Jazzyz Studio) — Gravação (Faixa 4) - Won Chang-jun, Bang Si-hyuk, Jung Jae-yoon, Kwak Young-jun, Hong Seok — Programação de computador - Won Chang-jun, Choi Jang-pil (AC+E Studio) — Gravação - Han Jong-jin, Eom Hyun-woo (Bay Studio, Seoul Studio) — Mixagem - Jeon Hoon (Sonic Korea) — Masterização de áudio - Kim Kyung-wook — Produção - Kim Ki-beom, Lee Soo-yong, Cheon Kang-su, Kim Yeon-jeong, Lee Kyung-min — A&R - Hong Hyeon-jong, Park Kwon-young — Promoção - Han Sung-soo, Lee Jeong-yeol — Assistentes de promoção - KAZU (Nakazawa Kazuhiko), Black Beat, BoA — Coreografia - Kim Myung-hee, Lee Sun-kyung, No Eun-mi — Estilistas - Hyun Jeong-jae - Fotografia - Kang Yun-beom — Design de álbum - APA (Garu, HUDINI, OACS, Joe) — Design do logotipo - Lee Sun-young — Design de CD PLUS - Myeongjin Art Co., Ltd. — Impressão e distribuição - SM Entertainment — Produção executiva |